# Гужва (деревообробка)
Гужва́, гужі́вка (спор. з гуж, кужба), вужі́вка, ужі́вка — розпарена деревна гілка, що використовувалася для зв'язування. Зазвичай звивалася в кільце.
Гужви робили здебільшого з тонких деревних стовбурів (на території України використовувалася переважно верба та береза, іноді дуб, у північних районах Росії для цієї мети застосовувалася ялина), іноді зі свіжозрубаного гілля. Стовбурик дерева приблизно в 2 м завдовжки (1 сажень) і 4,5 см завтовшки (1 вершок) біля комля вставляли тоншим кінцем у розщіп кола і поступово навивали на останній. Якщо дерево гнулося погано і ламалося, його обробляли парою (розпарювали) в парні — землянці з піччю і чаном для води або сухопарним способом (попередньо замочений матеріал клали на розведене в ямі і прикрите дерном багаття).
Гужва вживалася насамперед для в'язання плотів (ними прив'язували до колод поперечини-жорості), огорож (воринь і тинів), заготівлі фашин, в'язанок хмизу, тюків пресованого сіна тощо. З розпареного дерева часто звивалося кільце на ярмі для з'єднання його з війям (каблучка, у гуцулів роскрут).
На півночі Російської імперії (Архангельська губернія, Фінляндія, Карелія та Естонія) гужівки (архангельська назва вицы) з ялівцевого коріння застосовувалися замість цвяхів у суднобудуванні: побудовані за такою технологією судна (кочмари, шняки) на Архангельщині називалися вичанками. У слаборозвинених районах судна за такою зшивною технологією будували до 20-х років XX ст.